# リッチ・ゲイル
リチャード・ブラックウェル・"リッチ"・ゲイル（Richard Blackwell "Rich" Gale , 1954年1月19日 - ）は、アメリカ合衆国ニューハンプシャー州リトルトン出身の元プロ野球選手（投手）。

## 来歴・人物
1975年のMLBドラフト5巡目でカンザスシティ・ロイヤルズに指名され契約。1978年にメジャー初昇格して先発ローテーションに定着し、14勝を挙げる。1980年には13勝を挙げリーグ優勝に貢献し、ワールドシリーズでも第3戦と第6戦に先発した。1981年シーズン後にサンフランシスコ・ジャイアンツにトレードされ、その後はシンシナティ・レッズ、ボストン・レッドソックスでプレー。
1985年に来日し、阪神タイガースに入団。これはこの年監督に復帰した吉田義男が1980年のワールドシリーズの投球を直接目にし、印象に残っていたことが遠因であった。吉田の友人であるロイヤルズ監督ジム・フライを通して、交渉し獲得する事が出来た。吉田によると「体は大きいが神経質な投手」だったという。シーズン中盤には投球モーションの大きい点を突いた足を使った攻撃に悩まされて白星から遠ざかり、ブルペン入り（＝リリーフ）を申し出たが、吉田は「先発で契約したからはずさない」と使い続けた。この年は打線が爆発したこともあって立ち直り、防御率4.30ながら13勝8敗の好成績を収める。日本シリーズでも2勝を挙げ、日本一を決めた第6戦は完投勝利。球団史上初の日本シリーズ胴上げ投手となった。
1986年は、前年の打線の爆発がなくなり防御率は4.56、5勝10敗に落ち込み、オフに自由契約となり退団。同年に開幕投手を巡り吉田と対立。吉田は開幕カードの対大洋3連戦を池田親興・工藤一彦・ゲイルと決めていたが、ゲイルは「なぜ前年の優勝に貢献した自分が第3戦なのだ」と反論した。これに対し吉田は調整の遅れや既に他球団に投球を読まれているためだと説明している。このように起用法や遠征先での待遇にことあるごとに注文を出し、吉田を「ゲイルは1年目で切っておくべきだった」と後悔させている。
1992年から1993年までボストン・レッドソックスの投手コーチを務めた。2006年にはフロリダ・マーリンズ傘下のAA級カロライナの投手コーチを務め、2007年から2008年までは同じくマーリンズ傘下（当時）のAAA級アルバカーキの投手コーチを務めた。2010年からはミルウォーキー・ブルワーズ傘下のAAA級ナッシュビルの投手コーチを務めている。
2019年時点でもゲイルの元には熱心な阪神ファンから手紙が届くという。
2023年に、自身の在籍当時以来38年ぶりに阪神が日本シリーズを制覇した際にはスポーツメディア『ジ・アスレチック』にコメントを寄せ、1985年の日本シリーズに勝利してランディ・バースとともに帰阪する時に乗った飛行機では乗客の多くを占めた阪神ファンが涙しており、「私たちは普段、人々のそのような感情を目にすることはなかった」と回想した。

## プレースタイル
日本でのオープン戦の初登板となった1985年3月の対阪急戦（西宮球場）でマウンド上で頻繁に手に息を吹きかける仕草を見た審判は「スピットボール」ではないかと注意している。本人は「寒いから手を暖めているだけ」と否定している。上記の出来事から、ゲイルの変化球は「スピットボール」ではないかとう疑いを一部で持たれた。公式戦開幕後、対巨人戦でゲイルからヒットを打った中畑清が、一塁手のランディ・バースに「あの球はなんだい?」と話した。それに、バースは「スピットボール」と答え、その仕草までしてみせた。ただし真相はバースが中畑をからかった悪戯だった。
打撃に関しては、1985年にデビュー戦で4打席4三振、75打席で50三振を喫するなど打てない投手の見本であり、翌1986年4月19日の対中日戦（ナゴヤ球場）では1試合5三振の日本タイ記録を樹立するなど打撃には全く期待できないゲイルであるが、5月28日には甲子園で来日初ホームランを当時話題の高卒ルーキー桑田真澄（巨人）から放ち周囲を驚かせた（1986年はシーズン2本塁打を放っている。2号は6月27日の神宮のヤクルト戦で尾花高夫から）。メジャーリーグでもジャイアンツ時代の1982年、レッズ時代の1983年にそれぞれ1本ずつ本塁打を記録している。
日本時代は休日早朝を練習に当て、午後は家族サービスの時間にしていた。

## 詳細情報

### 年度別投手成績
| 年 度    | 球 団    | 登 板 | 先 発 | 完 投 | 完 封 | 無 四 球 | 勝 利 | 敗 戦 | セ 丨 ブ | ホ 丨 ル ド | 勝 率 | 打 者 | 投 球 回 | 被 安 打 | 被 本 塁 打 | 与 四 球 | 敬 遠 | 与 死 球 | 奪 三 振 | 暴 投 | ボ 丨 ク | 失 点 | 自 責 点 | 防 御 率 | W H I P |
| -------- | -------- | ----- | ----- | ----- | ----- | -------- | ----- | ----- | -------- | ----------- | ----- | ----- | -------- | -------- | ----------- | -------- | ----- | -------- | -------- | ----- | -------- | ----- | -------- | -------- | ------- |
| 1978     | KC       | 31    | 30    | 9     | 3     | 1        | 14    | 8     | 0        | --          | .636  | 821   | 192.1    | 171      | 10          | 100      | 3     | 3        | 88       | 5     | 0        | 78    | 66       | 3.09     | 1.41    |
| 1979     | KC       | 34    | 31    | 2     | 1     | 0        | 9     | 10    | 0        | --          | .474  | 830   | 181.2    | 197      | 19          | 99       | 4     | 4        | 103      | 5     | 0        | 131   | 114      | 5.65     | 1.63    |
| 1980     | KC       | 32    | 28    | 6     | 1     | 0        | 13    | 9     | 1        | --          | .591  | 799   | 190.2    | 169      | 16          | 78       | 2     | 2        | 97       | 6     | 0        | 90    | 83       | 3.92     | 1.30    |
| 1981     | KC       | 19    | 15    | 2     | 0     | 0        | 6     | 6     | 0        | --          | .500  | 440   | 101.2    | 107      | 14          | 38       | 0     | 2        | 47       | 0     | 0        | 63    | 61       | 5.40     | 1.43    |
| 1982     | SF       | 33    | 29    | 2     | 0     | 0        | 7     | 14    | 0        | --          | .333  | 765   | 170.1    | 193      | 9           | 81       | 11    | 5        | 102      | 5     | 0        | 91    | 80       | 4.23     | 1.61    |
| 1983     | CIN      | 33    | 7     | 0     | 0     | 0        | 4     | 6     | 1        | --          | .400  | 408   | 89.2     | 103      | 8           | 43       | 8     | 1        | 53       | 3     | 1        | 64    | 58       | 5.82     | 1.63    |
| 1984     | BOS      | 13    | 4     | 0     | 0     | 0        | 2     | 3     | 0        | --          | .400  | 200   | 43.2     | 57       | 6           | 18       | 0     | 1        | 28       | 0     | 0        | 27    | 27       | 5.56     | 1.72    |
| 1985     | 阪神     | 33    | 33    | 4     | 2     | 0        | 13    | 8     | 0        | --          | .619  | 829   | 190.2    | 187      | 23          | 84       | 0     | 0        | 126      | 4     | 0        | 99    | 91       | 4.30     | 1.42    |
| 1986     | 阪神     | 27    | 27    | 2     | 1     | 0        | 5     | 10    | 0        | --          | .333  | 706   | 161.2    | 182      | 16          | 50       | 4     | 3        | 102      | 3     | 0        | 91    | 82       | 4.56     | 1.44    |
| MLB：7年 | MLB：7年 | 195   | 144   | 21    | 5     | 1        | 55    | 56    | 2        | --          | .495  | 4263  | 970.0    | 997      | 82          | 457      | 28    | 18       | 518      | 24    | 1        | 544   | 489      | 4.54     | 1.50    |
| NPB：2年 | NPB：2年 | 60    | 60    | 6     | 3     | 0        | 18    | 18    | 0        | --          | .500  | 1535  | 352.1    | 369      | 39          | 134      | 4     | 3        | 228      | 7     | 0        | 190   | 173      | 4.42     | 1.43    |

- 各年度の太字はリーグ最高

### 記録
NPB
- 初登板・初先発登板・初勝利：1985年4月14日、対広島東洋カープ2回戦（広島市民球場）、8回2/3を7失点
- 初完投勝利：1985年4月25日、対ヤクルトスワローズ3回戦（阪神甲子園球場）、9回2失点
- 初完封：1985年5月18日、対読売ジャイアンツ7回戦（後楽園球場）

### 表彰
- 日本シリーズ優秀選手賞：1回 （1985年）

### 背番号
- 38 （1978年 - 1981年）
- 32 （1982年 - 1983年）
- 30 （1984年）
- 45 （1985年 - 1986年）
- 35 （1992年 - 1993年）